# Teun Beins
Teun Beins (28 oktober 1998) is een Nederlands hockeyer die uitkomt voor HC Bloemendaal uit Bloemendaal. 
In seizoen 2016-2017 maakte Beins, een verdediger, de overstap van Push uit Breda naar Oranje-Rood uit Eindhoven. Vanaf seizoen 2021-2022 komt Beins voor Bloemendaal uit.

## Oranje
Beins maakte zijn debuut bij het Nederlands elftal op 2 februari 2019 in Australië in de Hockey Pro League. Beins scoorde als verdediger drie maal voor Oranje uit een strafcorner tijdens het Wereldkampioenschap hockey mannen 2023 in India. Oranje behaalde de bronzen medaille.